# Williamsport (Pensilvânia)
Williamsport é uma cidade localizada no estado norte-americano de Pensilvânia, no Condado de Lycoming.

## Demografia
Segundo o censo norte-americano de 2000, a sua população era de 30.706 habitantes.
Em 2006, foi estimada uma população de 29.814, um decréscimo de 892 (-2.9%).

## Geografia
De acordo com o United States Census Bureau tem uma área de
24,7 km², dos quais 23,0 km² cobertos por terra e 1,7 km² cobertos por água. Williamsport localiza-se a aproximadamente 181 m acima do nível do mar.

## Localidades na vizinhança
O diagrama seguinte representa as localidades num raio de 16 km ao redor de Williamsport.